# Korg MS2000
Le MS2000 est un synthétiseur numérique à modélisation analogique avec vocoder produit par le constructeur japonais Korg entre 2000 et 2004. Le modèle a été décliné en 2003 avec le MS2000B. Les MS2000R et MS2000BR sont les versions rack respectives de ces deux modèles.

## Caractéristiques
Le MS2000 dispose d'une polyphonie de quatre notes avec un vocodeur 16 bandes et il est multitimbral à deux canaux.
La version rack est équipée de 16 boutons qui peuvent faire office de touches en l'absence d'un clavier maître MIDI ; la version clavier possède quant à elle 44 touches sensibles à la vélocité.

## Versions

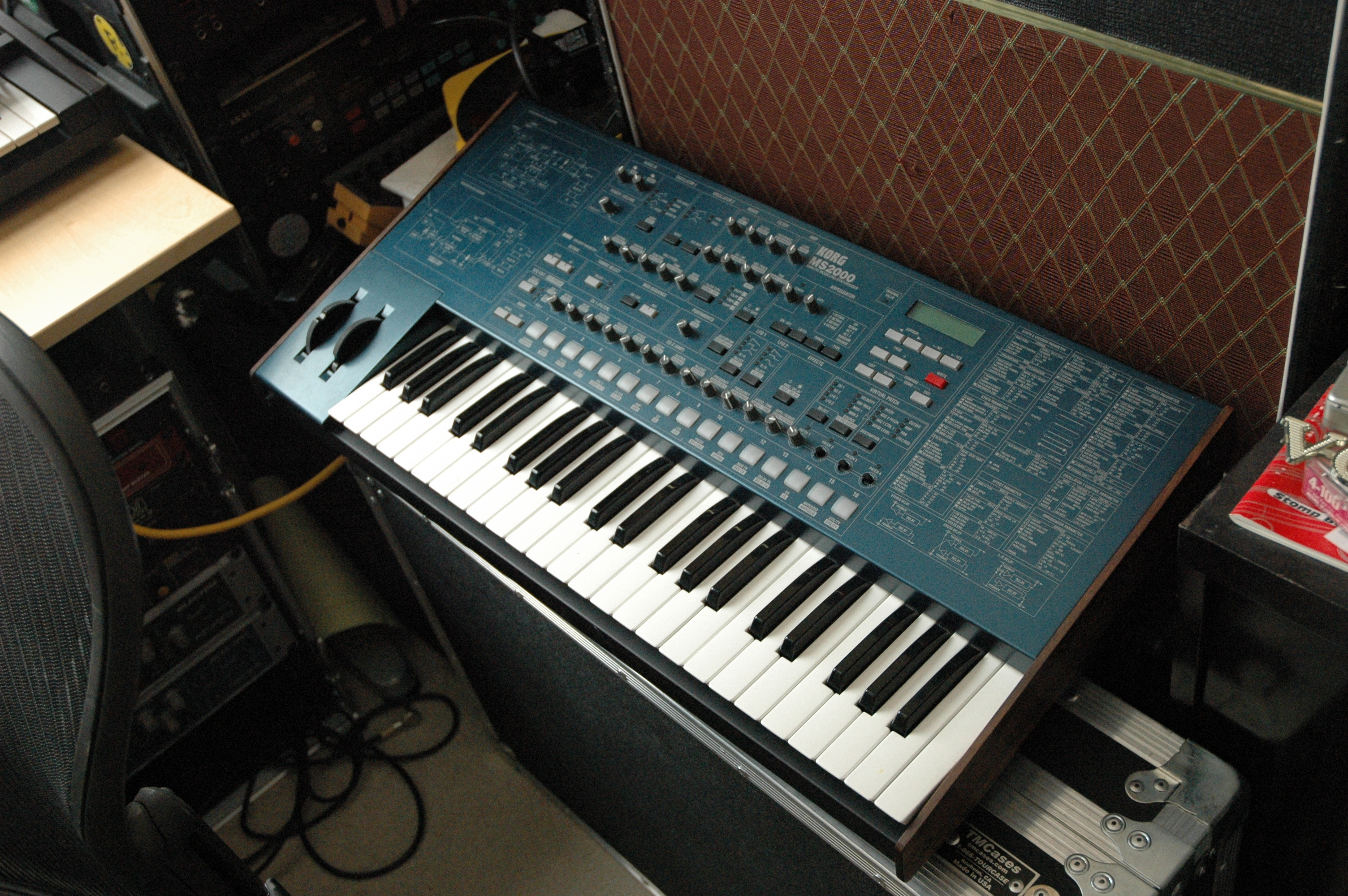
MS2000 (version originale)

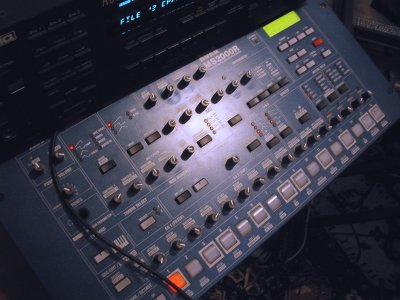
MS2000R (version rack)

Il existe quatre versions du MS2000. La version originale (MS2000) et sa variante rack (MS2000R), sorties en 2000, ainsi que la version mise à jour (MS2000B) et sa variante rack (MS2000BR), sorties en 2003. Ces deux dernières versions bénéficient d'un nouveau design et de quelques sonorités supplémentaires. La seconde version clavier (MS2000B) gagne en outre un microphone pour le vocodeur.